# Boșorod
Boșorod is een Roemeense gemeente in het district Hunedoara.
Boșorod telt 2053 inwoners.